# آویبراس
آویبراس (Avibras) شرکت صنایع جنگ‌افزاری برزیلی است، که در سال ۱۹۶۱ تأسیس شد.